# 알라는 위대하시다
《알라는 위대하시다》(아랍어: الله أكبر 알라후 아크바르[*])는 수에즈 전쟁때 이집트에서 작곡된 군가이자 1969년부터 2011년까지 리비아 아랍 자마히리야의 국가였다. 1969년 9월 1일에 무아마르 알 카다피가 군사 쿠데타를 통해 집권하면서 리비아의 국가로 제정되었다. 아마드 자바드가 작사하고, 압달라 샴스 엘딘이 작곡하였다. 1969년 이전과 2011년 이후에는 리비아, 리비아, 리비아를 국가로 사용하고 있다.

## 가사
1절

الله أكبر الله أكبر

الله أكبر فوق كيد المعتدي

والله للمظلوم خير مؤيد

أنا باليقين وبالسلاح سأفتدي

بلدي ونور الحق يسطع في يدي

قولوا معي قولوا معي

الله الله الله أكبر

الله فوق المعتدي

2절

يا هذه الدنيا أطِّلي واسمعي

جيش الأعادي جاء يبغي مصرعي

بالحق سوف أرده وبمدفعي

فإذا فنيت فسوف أفنيه معي

قولوا معي قولوا معي

الله الله الله أكبر

الله فوق المعتدي

3절

قولوا معى الويل للمستعمر

والله فوق الغادر المتكبر

الله أكبر يا بلادى كبري

وخذى بناصية المغير ودمري

قولوا معى قولوا معي

الله الله الله أكبر

الله فوق المعتدي.

## 라틴어 음역
1. Allāhu Akbar! Allāhu Akbar!

Allāhu Akbar fawqa kaydi l-muʿtadī

Allāhu li-l-maẓlūmi ḫayru muʾaydi

(Repeat first two lines) 

Anā bi-l-yaqīni wa-bi-s-silāḥi saʾaftadī

Baladī wa-nūru l-ḥaqqi yasṭaʿu fī yadī

CHORUS:

Qūlū maʿī Qūlū maʿī

Allāhu Allāhu Allāhu Akbar!

Allāhu fawqa l-muʿtadī 

2. Allāhu Akbar! Allāhu Akbar!

Yā haḏihi d-dunyā aṭillī w-asmaʿī

Gayšu l-aʿādī ǧāʾ yabġī maṣraʿī

(Repeat first two lines) 

Bi-l-ḥaqqi sawfa arduhu wa-bumadfaʿī

Wa-iḏā finīt fusūf afnīhi maʿī 

Chorus

3. Allāhu akbar! Allāhu akbar!

Qūlū maʿī l-waylu li-l-mustaʿmiri

Wa-llāhu fawqa l-ġāṣibi l-mutakabbiri

(Repeat first two lines) 

Allāhu akbaru yā bilādī kabbirī

Wa-ḫuḏī bin-aṣīyâti l-muġīri wa-dammirī 

Chorus

## 해석

### 한국어
1절

알라는 위대하시다! 알라는 위대하시다!

𝄆 위대하신 알라는 어떤 침략자의 음모보다 위에 있도다.

알라는 억압된 자들의 최선의 구원자이다. 𝄇

나는 신앙과 무기로 우리 나라를 지키리.

그리고 진실의 빛은 내 손에서 빛나리.

나와 함께 노래하라! 나와 함께 노래하라!

알라, 알라, 알라는 위대하시다!

알라는 어떤 침략자보다 위에 있다!

2절

알라는 위대하시다! 알라는 위대하시다!

𝄆 세계여, 모두 보고 들어라.

적들이 내 죽음을 위해 쳐들어 왔도다. 𝄇

나는 진심으로 싸우며 방어하겠노라.

만약 내가 죽는다면, 그들을 모두 데려가리라.

나와 함께 노래하라! 나와 함께 노래하라!

알라, 알라, 알라는 위대하시다!

알라는 어떤 침략자보다 위에 있다!

3절

알라는 위대하시다! 알라는 위대하시다!

𝄆 함께 노래하라, 식민주의자들에게 저주를!

알라는 이기적인 침략자들보다 위에 있으니. 𝄇

조국이여, 크게 외쳐라, 알라는 위대하시다!

그리고 적들을 보고 모두 파괴하라!

나와 함께 노래하라! 나와 함께 노래하라!

알라, 알라, 알라는 위대하시다!

알라께서는 어떤 침략자보다 위에 있다!

### 영어
1절

God is greatest! God is greatest!

And God is greatest above plots of the aggressors.

And God is the best helper of the oppressed.

With faith and with weapons I shall defend my country.

And the light of truth will shine in my hand.

Say with me! Say with me!

Allah, God, God is greatest!

God is above any attacker 

2절

Oh this world, watch and listen:

The enemy came coveting my position,

I shall fight with Truth and defenses

And if I die, I'll take him with me!

Say it with me, say it with me:

God, God, God is greatest!

God is above any attacker!

3절

God is greatest! God is greatest!

Say With Me Woe To The Colonialist

And God is Over The Invader Egotist,

God Greatest My Country Say with Me:

And Behold of Enemies Forelock and Destroy it

Say it with me, say it with me:

God, God, God is the Greatest

God is above any attacker!

## 같이 보기
- 알라후 아크바르
- 제2차 중동 전쟁
- 무아마르 알 카다피
- 리비아의 국가